# Franklin MacVeagh

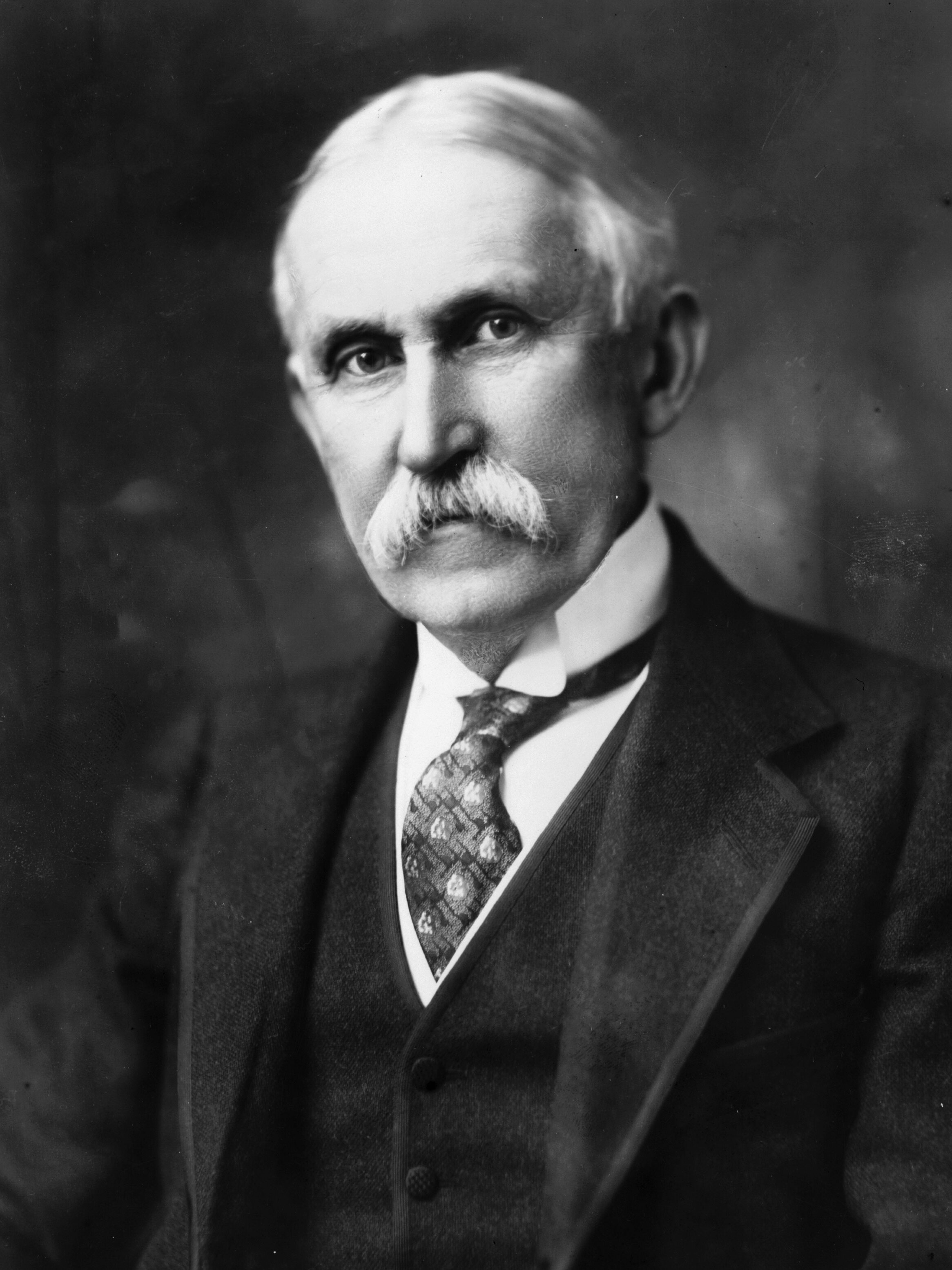
Franklin MacVeagh 1909

Franklin MacVeagh, född 22 november 1837, död 6 juli 1934, var en amerikansk bankman och finansminister.
Han föddes i Chester County, Pennsylvania och utexaminerades 1862 från Yale University, var han var medlem av det hemliga sällskapet Skull and Bones. Han arbetade i 29 år som bankdirektör i Chicago.
Han tjänstgjorde som USA:s finansminister 1909-1913 under president William Howard Taft. Han omorganiserade finansdepartementet bland annat genom en minskning av 450 befattningar.
Hans bror Wayne MacVeagh tjänstgjorde som USA:s justitieminister under president James A. Garfield.
Franklin MacVeagh avled 1934 och hans grav finns på Graceland Cemetery i Chicago.